# Обратный отсчёт (фильм, 2019)
«Обратный отсчёт» (англ. Countdown) — американский сверхъестественный фильм ужасов режиссёра и сценариста Джастина Дека. Фильм рассказывает о группе людей, которые попытаются выжить, узнав дату своей смерти в мобильном приложении. В США фильм вышел 25 октября 2019 года. В России фильм вышел 21 ноября 2019 года.

## Сюжет
На вечеринке девушку по имени Кортни друзья убеждают загрузить приложение «Обратный отсчёт», которое показывает, как долго пользователю осталось жить. Нехотя, Кортни скачала его и была поражена тем, что ей осталось жить лишь 3 часа. Возвращаясь домой, она выходит из машины своего подвыпившего парня Эвана, после чего получает сообщение о том, что нарушила «пользовательское соглашение». Когда таймер Кортни достиг нуля, дома на неё нападают и убивают. В то же время Эван попадает в аварию, а ветка дерева пронзает место, где сидела бы Кортни.
Медсестра Куинн Харрис работает в больнице, где находится раненый Эван. Она страдает от частых сексуальных домогательств со стороны своего босса, доктора Салливана, но боится огласки, поскольку только сдала экзамен на получение медицинской лицензии. Эван рассказывает Харрис о Кортни и подозрениях относительно приложения. Он говорит ей, что также загрузил приложение, которое показывает, что Эван умрёт в то время, когда ему предстоит попасть на операцию. Медсестра пренебрежительно относится к заявлениям пациента и загружает «Обратный отсчёт». Она с ужасом узнает, что у неё осталось всего два дня. Эван не идёт на операцию. У него появляется сообщение о нарушении пользовательского соглашения. Вскоре его убивает демоническая версия Кортни.
Дома Куинн забирает важный документ и встречает свою младшую сестру Джордан, отношения с которой стали напряжёнными после смерти их матери. На следующий день Куинн узнает о смерти Эвана. Она отменяет план совместной поездки с Джордан и отцом, а потом у неё появляется сообщение о нарушении пользовательского соглашения. Куинн исследует приложение. Она узнает о смерти пользователей. Внезапное появление мертвого Эвана пугает девушку, поэтому она убегает из квартиры. Джордан находит её на следующий день и они узнают из приложения, что остался всего один день до смерти Куинн. Девушка все больше паникует, поэтому решает купить новый телефон, но обнаруживает, что приложение «Обратный отсчёт» уже установлено на новом телефоне. После нападения демона она выпадает из машины, после чего у неё происходит знакомство с парнем по имени Мэтт, который, согласно приложению, должен умереть за несколько часов до Куинн.
Пара отправляется в больницу, чтобы получить помощь от священника. Куинн узнаёт, что Салливан обманул сотрудников и все считают, что его сексуально домогается она, поэтому Куинн отстраняют. На Мэтта нападает сущность, которая выглядела как его младший брат, умерший от болезни. Двое начинают разбираться с пользовательским соглашением. Они советуются со священником, который заявляет, что код программы может помочь. Им удаётся отсрочить на несколько лет даты своих смертей с помощью Дерека — сотрудника магазина сотовых телефонов. Однако на Куинн нападает демон той же ночью, и отсчет времени возвращается.
Отец Джон идентифицирует демона как Озина. Он говорит, что проклятие может быть сломано, если кто-то умрёт до того, как закончится отсчёт времени или будет жить дольше хотя бы на одну секунду. Они готовятся к защите от демона, но Мэтта заманивают и он умирает по времени приложения.
Куинн отвозит Джордан в больницу из-за ранения. Медсестра узнает, что Салливан домогался не только её. Она решает убить его, но её намерениям препятствует демон.
Он готовится убить Джордан, когда закончится её время, но появившаяся Куинн жертвует собой, введя себе смертельную дозу морфина. Демон исчезает. Джордан замечает, что Куинн написала что-то на руке, а из кармана Куинн выпадает флакон с налоксоном. Джордан вводит сестре налоксон, и та возвращается к жизни. Их таймеры останавливаются.
Позже Куинн, Джордан и их отец посещают могилу матери. Когда они уезжают, они слышат новости об аресте Салливана после того, как медсёстры выступили и рассказали о сексуальных нападениях. Внезапно Куинн обнаруживает, что новая версия программы — «Обратный отсчёт 2.0» — сама установилась на её телефон.
В сцене после титров Дерек находится в ресторане с девушкой, с которой он познакомился в Tinder. Пока девушка отходит в ванную комнату, звенит телефон Дерека, он видит, что приложение «Обратный отсчёт» сообщает о нарушении пользовательского соглашения. Огни в ресторане угасают прежде, чем Дерека убивает демон.

## Актёры
| Актёр            | Роль            |
| ---------------- | --------------- |
| Элизабет Лэил    | Куинн Харрис    |
| Джордан Кэллоуэй | Мэтт Монро      |
| Талита Бейтман   | Джордан Харрис  |
| Тичина Арнольд   | Медсестра Эми   |
| Пи Джей Бирн     | Отец Джон       |
| Питер Фачинелли  | Доктор Салливан |
| Энн Уинтерс      | Кортни          |
| Диллон Лэйн      | Эван            |
| Том Сегура       | Дерек           |
| Чарли Макдермотт | Медбрат Скотт   |
| Кристина Пасицки | Крисси          |
| Дженни Мэй       | Элли            |
| Марисела Зумбадо | Кейт            |